# Ambushed (film 1914)
Ambushed è un cortometraggio muto del 1914. Il nome del regista non viene riportato.

## Produzione
Il film fu prodotto dalla Essanay Film Manufacturing Company.

## Distribuzione
Distribuito dalla General Film Company, il film - un cortometraggio di tre bobine - uscì nelle sale cinematografiche USA il 22 agosto 1914.